# 17. maj
17. maj je 137. dan leta (138. v prestopnih letih) v gregorijanskem koledarju. Ostaja še 228 dni.

## Dogodki
- 1395 – Bitka na Rovinah
- 1630 – Niccolò Zucchi s svojim daljnogledom opazuje pege na Jupitru
- 1642 – Paul Chomedey de Maisonneuve ustanovi naselbino Ville-Marie, današnji Montréal
- 1673 – Louis Joliet in Jacques Marquette začneta raziskovati Misisipi
- 1792 – ustanovljena newyorška borza
- 1814 – Norveška dobi ustavo
- 1846 – Antoine Joseph Adolphe Sax patentira saksofon
- 1869 – sedmi, najmnožičnejši tabor v Vižmarjih pri Ljubljani
- 1890:
  - v ZDA izide Comic Cut, prvi časopis s stripi
  - v Ljubljani začne delovati vodovod
- 1902 – Spiridion Stais odkrije antikiterski mehanizem, najstarejšo znano zobniško napravo
- 1940 – nemška vojska vkoraka v Bruselj
- 1942 – partizanski poboj skupine Romov
- 1942 – začetek Legije smrti
- 1969 – sovjetsko vesoljsko plovilo Venera 6 vstopi v Venerino atmosfero
- 1970 – Thor Heyerdal s plovilom Raa 2 izpluje iz Safija (Maroko) proti Ameriki
- 1983 – Libanon, Izrael in ZDA podpišejo sporazum o izraelskem umiku iz Libanona
- 1996 – papež Janez Pavel II. prvič obišče Slovenijo

## Rojstva
- 1155 – Džien, japonski budistični menih, zgodovinar, pesnik († 1225)
- 1338 – Niccolò II. d'Este, italijanski plemič, ferrarski markiz († 1388)
- 1490 – Albert, pruski vojskovodja († 1568)
- 1682 – Bartholomew Roberts, valižanski pirat († 1722)
- 1749 – Edward Jenner, angleški zdravnik († 1823)
- 1794 – Anna Brownell Jameson, angleška pisateljica († 1860)
- 1798 – Anton Šerf, slovenski nabožni pisec, homilet, pesnik, duhovnik († 1882)
- 1821 – Sebastian Kneipp, nemški duhovnik, vodni terapevt († 1897)
- 1836 – Wilhelm Steinitz, avstrijsko-ameriški šahist († 1900)
- 1842 – August Thyssen, nemški industrialec († 1926)
- 1845 – Jacint Verdaguer, španski (katalonski) pesnik († 1902)
- 1864 – Ante Trumbić, hrvaški politik († 1938)
- 1866 – Erik Alfred Leslie Satie, francoski skladatelj († 1925)
- 1873 –

- Henri Barbusse, francoski pisatelj, novinar († 1935)
- Dorothy Miller Richardson, angleška pisateljica († 1957)

- 1879 – Simon Petljura, ukrajinski upornik († 1926)
- 1886 – Alfonz XIII., španski kralj († 1941)
- 1897 – Odd Hassel, norveški kemik in nobelovec 1969 († 1981)
- 1898 – Lama Anagarika Govinda (Ernst Lothar Hoffman), nemški tibetanski budistični filozof († 1985)
- 1901 – Werner Egk, nemški skladatelj, dirigent († 1983)
- 1902 – Ruholah Musavi Homeini, iranski ajatola († 1989)
- 1932 – Miloslav Vlk, češki kardinal († 2017)
- 1903 – James Thomas »Cool Papa« Bell, ameriški bejzbolist († 1991)
- 1904 – Jean Gabin, francoski filmski igralec († 1976)
- 1925 – Idi Amin Dada, ugandski diktator († 2003)
- 1950 – Janez Drnovšek, slovenski politik in državnik († 2008)
- 1951 – Peter Kolšek, pesnik, pisatelj in urednik († 2019)
- 1955 – Bill Paxton, ameriški filmski igralec in režiser († 2017)
- 1959 – Paul Di'Anno, angleški pevec
- 1961 – Enya, irska glasbenica

## Smrti
- 1050 – Guido iz Arezza, italijanski benediktinec in glasbeni teoretik (* 992)
- 1264 – Vartislav III., pomorjanski vojvoda (* 1210)
- 1299 – Daumantas iz Pskova, vladar Pskova litvanskega rodu, pravoslavni svetnik (* 1240)
- 1336 – cesar Go-Fušimi, 93. japonski cesar (* 1288)
- 1365 – Ludvik II., nemški volilni knez, brandenburški mejni grof, bavarski vojvoda (VI.) (* 1328)
- 1395 – 
  - Konstantin Dragaš Dejanović, srbski vladar (* 1355)
  - Marija I. Ogrska, kraljica Ogrske in Hrvaške (* 1371)
- 1510 – Alessandro Filipepi - Sandro Botticelli, italijanski slikar (* 1445)
- 1575 – Matthew Parker, canterburijski nadškof (* 1504)
- 1587 – Gotthard Kettler, zadnji mojster Livonskega reda (* 1517)
- 1727 – Katarina I., ruska carica (* 1684)
- 1729 – Samuel Clarke, angleški filozof (* 1675)
- 1737 – Claude Buffier, francoski filozof, zgodovinar, pedagog (* 1661)
- 1765 – Alexis Claude Clairaut, francoski matematik, astronom (* 1713)
- 1838 – Charles-Maurice de Talleyrand-Périgord, francoski diplomat (* 1754)
- 1839 – Archibald Alison, škotski nabožni pisatelj in filozof (* 1757)
- 1883 – Jernej Vidmar, slovenski škof (* 1802)
- 1917 – Radomir Putnik, srbski general (* 1847)
- 1929 – Lilli Lehmann, nemška sopranistka (* 1848)
- 1935 – Paul Dukas, francoski skladatelj (* 1865)
- 1969 – Josef Beran, češki kardinal (* 1888)
- 1996 – Johnny »Guitar« Watson, ameriški bluesovski kitarist, pevec (* 1935)
- 2004 – Dušan Karba, slovenski farmacevt (* 1915)
- 2012 – Donna Summer, ameriška pevka in tekstopiska (* 1948)
- 2020 – Aleksandra Kornhauser Frazer, slovenska kemičarka in pedagoginja

## Prazniki in obredi
- Rojstni dan Radže (Perlis)
- Krščanski prazniki:
  - Giulia Salzano
  - Paschal Baylón
  - William Hobart Hare (Ameriška episkopalna cerkev)
  - Restituta Afriška
  - 17. maj (Vzhodna pravoslavna cerkev)
- Dan otrok (Norveška)
- Dan ustave (Nauru)
- Dan ustave (Norveška)[1]
- Praznik Azamata (bahajstvo, premik dneva z marčevskim enakonočjem)
- Dan galicijske književnosti ali Día das Letras Galegas (Galicija)
- Mednarodni dan proti homofobiji, transfobiji in bifobiji
- Dan osvoboditve (Democratična republika Kongo)
- Nacionalni dan proti homofobiji (Kanada)
- Dan mornarice (Argentina)
- Svetovni dan hipertenzije
- Svetovni dan telekomunikacij in informacijske družbe